# 돈 스티븐 세나나야케
돈 스티븐 세나나야케(싱할라어: දොන් ස්ටීවන් සේනානායක, 타밀어: டி. எஸ். சேனநாயக்கா, 1884년 10월 21일~1952년 3월 22일)는 실론의 정치인이었다. 그는 실론에서 자치정권의 수립을 이끈 스리랑카 독립운동의 지도자로 부상한 최초의 실론 총리였다. 그는 "국부"로 여겨진다.
보탈레 마을 출신의 기업가에게서 태어난 세나나나야케는 세인트 토머스 칼리지에서 교육을 받고 잠시 측량사 총무부에서 서기로 일했다. 가업계에 입문한 그는 가문의 사유지와 카하타가하 흑연 광산을 관리했다. 세나나야케는 형제들과 함께 1915년 싱할라-무슬림 폭동 이후 독립 운동으로 성장한 금주 운동에 적극적이 되었다. 그는 1924년 네곰보에서 실론 입법회의 의원에 반대 없이 선출되어 입법회의 비공식 구성원 그룹의 서기가 되었다. 1931년 실론 주의회 의원으로 선출되어 농토부 장관을 지냈다. 1947년부터 1952년 사망할 때까지 실론의 초대 총리를 지냈다.

## 초기 경력

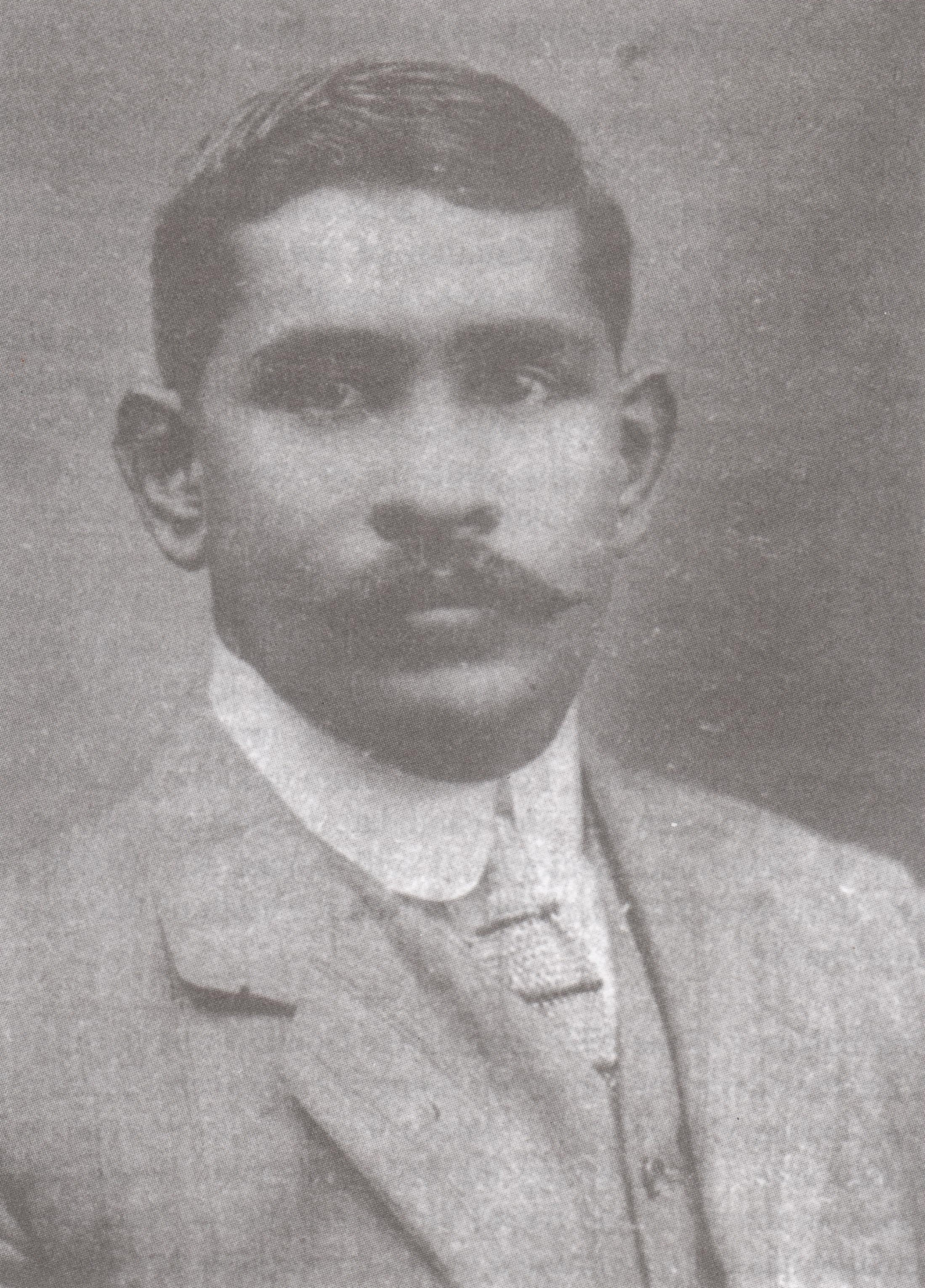
젊은 돈 스티븐 세나나야케

학교를 마친 후, 그는 측량사 총무부에서 사무원으로 일했지만, 일정 기간 동안 견습 생활을 한 후 떠났다. 그는 그의 형인 돈 찰스 세나나야케와 함께 그의 아버지들의 광범위한 사업들을 운영하였다. 그는 농장으로 일했고, 가족 농장에 고무의 새로운 상업 작물을 소개했다. 그는 그의 형인 프레드릭 리차드 세나나야케의 아내가 소유한 카하타가하 흑연 광산을 관리했다. 프레드릭 리차드 세나나야케는 무달리야르 돈 찰스 제모리스 아티갈레의 막내딸과 결혼했다. 그는 저지대 제품 협회와 오리엔트 클럽의 회원이었다. 1914년 마다가스카르에 파견된 정부 위원회의 위원으로 임명되었다.

## 정치 경력

### 초기 정치 활동
세나나야케 형제는 1912년에 결성된 금주 운동에 참여하였다. 1914년 제1차 세계 대전이 발발했을 때 그들은 콜롬보 마을 경비대에 합류했다. 형제는 1915년 폭동 때 체포되어 기소되지 않고 투옥되었다. 그들은 영국 총독 로버트 차머스가 금주 운동을 선동적인 것으로 간주했기 때문에 처형될 가능성에 직면했다. 그는 웰리카다 교도소에서 46일 만에 기소 없이 보석으로 풀려났다. 영국 식민당국에 의한 폭동의 고압적인 진압은 교육받은 중산층이 이끄는 근대적 독립운동을 촉발시켰다. 돈 스티븐과 돈 찰스는 랑카 마하자나 사바의 저명한 당원이었다. 프레드릭 리차드와 돈 찰스는 젊은 남자 불교 협회의 열성 지지자였다. 돈 스티븐 세나나야케는 처음에는 형 프레드릭 리차드를 지지하며 독립운동에 적극적인 역할을 했다.

### 입법회
1924년, 세나나야케는 네곰보에서 실론 입법회의 반대 없이 선출되었다. 그는 농업, 토지, 관개와 관련된 주제에 특별한 관심을 가지고 의사 진행을 하는 입법회의 비공식 회원 그룹의 (채찍과 비슷한) 비서가 되었다. 그는 입법회에서 플랜틴 산업에서의 식민지 행정의 편향된 정책들, 바티칼로아 선과 트린코말리 선의 비용 초과, 노턴 브리지 댐의 지연에 의문을 제기하고 캔디와 가까운 섬에 최초의 대학의 설립을 지지하였다. 1927년 그는 행정 평의회에서 제라르 비제예쿤의 대리인이 되었다. 1925년 형 프레드릭 리차드가 부다가야 순례 도중 사망했을 때, 돈 스티븐은 독립운동의 지도자로 취임했다.

### 실론 국무원
1931년 실론 국무원을 대표하여 새로 결성된 실론 국무원에 선출되었다. 국무원 제1차 회의에서 농지부 장관으로 선출되어 농지위원회 위원장으로 임명되었다.

## 초대 총리

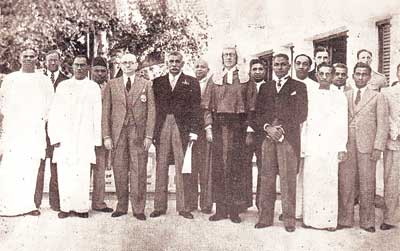
돈 스티븐 세나나야케는 그의 내각과 함께 총리로 취임했다.

그의 즉위와 함께, 세나나야케는 독립 국가에 필요한 제도들을 설립하는 과정을 시작했다. 대부분의 국내 기관들이 존재했지만, 실론은 무역, 국방, 대외 문제에 있어서 영국에 의존했다. 그는 기사 작위를 거절했지만 영국과 좋은 관계를 유지했고 1950년 추밀원에 임명된 최초의 실론인이었다.

### 국가 발전
그는 대담하게 인구를 분산시키기 위한 계획을 세웠고, 그의 갈오야 계획은 25만 명 이상의 사람들을 이주시켰다. 그는 그의 아들 더들리 세나나나야케가 현재 가지고 있는 직책인 농토부 장관으로서 자신이 시작한 농업 정책을 확장하였다. 전쟁 중 급속한 인구 증가와 식량 부족이 닥치면서, 세나나야케는 지역 식량 생산을 증가시켜 자급자족할 수 있도록 하는 것을 목표로 삼았다. 이 시기에 아누라다푸라와 폴론나루와의 중요한 유적지가 보수되었다. 세나나야케는 또한 섬에 수력 발전의 확장을 제안했다.

### 외교 정책
세나나야케는 외무성 장관직을 맡았다. 그는 실론의 독립 이후 외교 정책을 발전시켜 외국과 공식적인 관계를 수립했다. 처음에는 영연방의 회원국이 되었고, 다른 회원국들과 수교를 맺었으며, 미국과 일본과의 외교 관계를 수립했다. 그는 직업 외교관들의 카더를 구축하기 위해 실론 해외 서비스를 설립했다. 그는 1950년 1월 콜롬보에서 열린 영연방 외무장관 회의를 주재했다. 이 회의의 중요한 결과 중 하나는 콜롬보 계획의 수립이었다.

### 국방

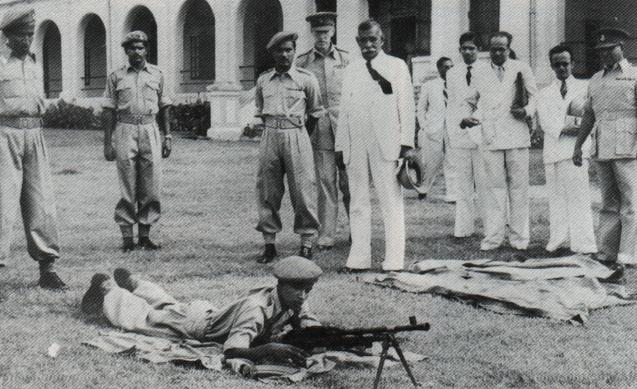
돈 스티븐 세나나야케가 에첼론 광장에 있는 CLI 1대대를 방문했다.

1949년 육군법, 1950년 해군법, 1951년 공군법 등을 제정하여 실론의 군대를 창설하였다. 독립 당시 영국과 방위 협정을 맺은 세나나야케는 실론에 영국 기지를 두고 새로운 군대를 훈련시키고 무장시키는 데 도움을 받았다.

## 사망
1952년 3월 21일 금요일 아침, 세나나야케는 아침 식사 전에 관저인 템플 트리에서 가까운 갈 페이스 그린을 탔다. 그는 그가 가장 좋아하는 말 중 하나인 치트라를 타고 있었다. 치트라 암말은 기마경찰 소속이었다. 이 날 그와 동행한 사람은 IGP 리차드 알루위헤어 경, 내각 장관이자 조사관인 가나파티필라이 강가이저 폰남발람 그리고 에디 그레이 경감이었다. 말이 경마에서 질주하기 시작하더니 1마일을 달려갔는데, 갑자기 수상이 말 안장에서 떨어졌다.
그는 요양원으로 옮겨졌고 이후 32시간 동안 의식이 없었다. 그는 뇌졸중을 앓은 것으로 여겨졌다. 그는 WHO의 의료 임무의 일환으로 실론을 방문했던 매니토바 대학교의 수석 외과의사이자 교수팀인 M. V. P. 피에리스 박사에 의해 치료되었다. 휴 케언스 경은 수상 참석을 위해 실론으로 날아가기로 결정했다. 윈스턴 처칠은 2인승 승무원이 있는 영국 왕립공군 헤이스팅스에게 휴 경을 데려가라고 명령했다. 그러나 의사 3명과 간호사 2명이 더 탑승한 항공기는 이륙을 위해 택시를 타고 가던 중 총리의 상황이 악화되고 있어 늦었다는 전갈을 받았다. 인도와 파키스탄에서 온 두 명의 신경외과 의사가 콜롬보에 너무 늦게 도착해서 차이를 만들 수 없었다. 1952년 3월 22일 오후 3시 30분에 사망하였다.
그의 유해는 템플 트리로 옮겨져 다음날 아침까지 안치되었으며, 50만 명 이상의 사람들이 경의를 표했다. 그의 국장은 32,000명 이상의 사람들이 장례 행렬에 참여했고, 영국 실론 해군의 선원들이 그린 관을 봉인한 무대였다. 행렬은 독립광장에서 끝났고, 그곳에서 싱할라 불교 의식에 따라 유해가 화장되었다.

## tk생활
세나나야케는 동물들을 돌봤고 코끼리, 말, 돼지, 소와 같은 다양한 종류의 애완동물을 소유했고, 많은 사람들은 그의 사유지와 보탈 왈라와에서 키웠다. 예리한 원예가였던 그는 난초를 키웠으며 전형적으로 양복 깃에 난초를 입곤 했다. 그는 만년의 대부분을 당뇨병으로 고생했다.